# Natalia Ishchenko
Natalia Sergueïevna Ishchenko (russe : Наталья Сергеевна Ищенко) est une championne russe de natation synchronisée.
En 2017, à l'âge de 30 ans, elle annonce officiellement son retrait  de l'équipe nationale russe en tant qu'athlète. Son bilan exceptionnel (5 titres olympiques en duo et équipe, 19 titres mondiaux, ainsi que 12 médailles d'or aux Championnats d'Europe) en fait l'athlète la plus titrée de l'histoire de la natation synchronisée.
Depuis 2017, elle est vice-présidente du gouvernement de l'oblast de Kaliningrad ainsi que ministre des sports de ce même oblast.

## Carrière sportive
Natalia Ishchenko  est née le 8 avril 1986 à Smolensk. Elle réside à Kaliningrad.

### Influence
Elle débute la natation synchronisée à l'âge de 5 ans. Sa mère l'a emmenée dans un club de natation local et un club de gymnastique. N'ayant pas suffisamment de temps pour exercer les deux disciplines, elle choisira la natation synchronisée. Sa mère deviendra par la suite son coach sportif.
À partir de 2000, son coach, Tatiana Danchenko, entraîneur renommé en Russie contribuera à propulser sa carrière.

#### Professionnalisation
A 14 ans, Natalia Ishchenko quitte son Kaliningrad natal pour Moscou où elle a rejoint le Centre olympique des sports nautiques ; elle signe ses débuts internationaux lors de la Coupe d’Europe à Istanbul. À partir de 2002, elle intègre l'équipe nationale en tant que soliste, en duo en partenariat avec Svetlana Romashina et en ballet d'équipe.

### Record
En duo avec Svetlana Romashina, elles détiennent le record à cinq médailles d'or en duo sur les cinq dernières éditions des jeux.
La Russie est considérée depuis des années comme le pays leader dans cette discipline sportive. Le duo pour les JO de Rio n'a pas terni à la réputation de la délégation russe avec le score le plus élevé dans la discipline (194,9910 points). Pour leur dernière chorégraphie en compétition officielle, le duo propose la même chorégraphie des JO de Londres sur le thème de la sirène avec une musique spécialement écrite pour ces Jeux.
Évoquant la pression sportive, Natalia Ishchenko a expliqué : « Psychologiquement, c’est très dur, parce que nous comprenons bien que nous sommes toujours supposées gagner. Nous avons déjà placé la barre si haut, nous ne pouvons pas la faire redescendre. Nous suscitons beaucoup d’attention. On nous regarde constamment, nous devons donc nous situer trois têtes au-dessus des autres concurrentes ».

## Retraite
Dans un communiqué via l'agence R-Sport, elle annonce qu'elle se retirait de la compétition : « Je ne reviendrai pas au sport en tant qu'athlète. Mais je ne quitte pas complètement la natation synchronisée. Ça a été une partie considérable de ma vie pendant très longtemps et bien sûr, cela restera avec moi. »

## Vie privée
Elle est mariée avec Sergey Anikin, plongeur vice-champion d’Europe. En 2016, elle donne naissance à son premier enfant. Elle réussit ensuite à revenir en compétition internationale.

### Anecdotes

#### Port de lunettes
Concernant l'éventuelle levée de l'interdiction du port des lunettes, Svetlana Romashina considère que nager sans lunettes est une seconde nature. « C’est normal et cela ne pose aucun problème. »

## Palmarès

### Jeux olympiques
- Championne olympique par équipes en 2008
- Championne olympique en duo en 2012
- Championne olympique par équipes en 2012
- Championne olympique en duo en 2016
- Championne olympique par équipes en 2016

### Championnats du monde
- Championne du monde en solo programme technique en 2007
- Championne du monde en solo programme technique en 2009
- Championne du monde en solo programme technique en 2011
- Championne du monde en solo programme libre en 2009
- Championne du monde en solo programme libre en 2011
- Championne du monde en solo programme libre en 2015
- Championne du monde en combiné en 2005
- Championne du monde en combiné en 2007
- Championne du monde en combiné en 2011
- Championne du monde en duo programme technique en 2011
- Championne du monde en duo programme technique en 2015
- Championne du monde en duo programme libre en 2009
- Championne du monde en duo programme libre en 2011
- Championne du monde en duo programme libre en 2015
- Championne du monde par équipes en 2005
- Championne du monde par équipes programme technique en 2007
- Championne du monde par équipes programme libre en 2007
- Championne du monde par équipes programme libre en 2009
- Championne du monde par équipes programme libre en 2011
- Vice-championne du monde en solo en 2005
- Vice-championne du monde en solo programme libre en 2007

### Championnats d'Europe
- Championne d'Europe en solo en 2006
- Championne d'Europe en solo en 2010
- Championne d'Europe en solo en 2012
- Championne d'Europe en solo programme libre en 2016
- Championne d'Europe en duo en 2010
- Championne d'Europe en duo en 2012
- Championne d'Europe en duo programme technique en 2016
- Championne d'Europe en duo programme libre en 2016
- Championne d'Europe par équipes en 2006
- Championne d'Europe par équipes en 2010
- Championne d'Europe en combiné par équipes en 2006
- Championne d'Europe en combiné par équipes en 2010
- Vice-championne d'Europe en solo en 2004
- Vice-championne d'Europe en solo en 2008

### FINA
Triple lauréate du titre FINA de nageuse synchronisée de l’année.